# Колова орбіта

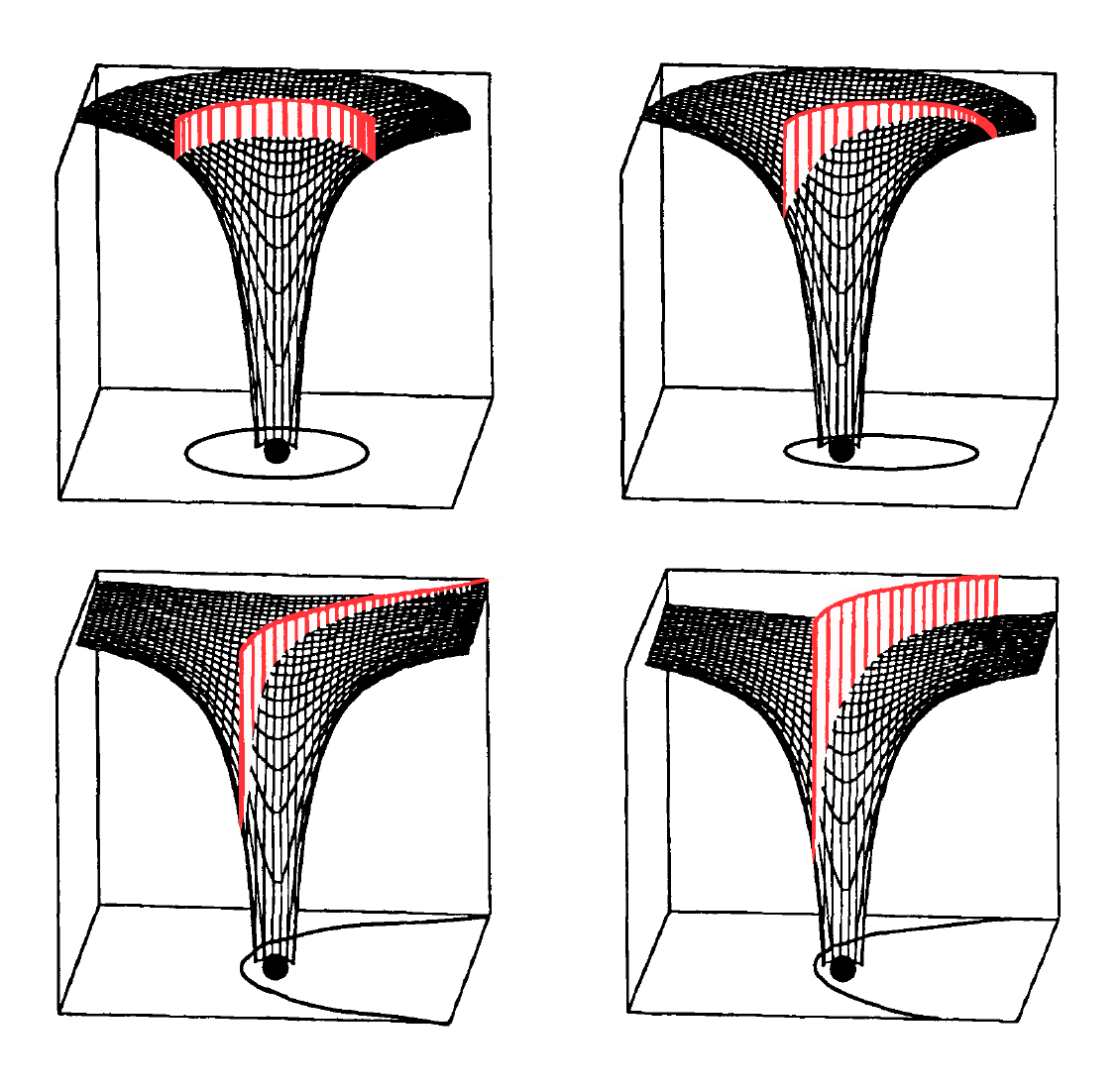
Колова орбіта зображена в верхньому-лівому квадранті цієї діаграми, де гравітаційний потенціальний колодязь (яма) центру мас зображує потенційну енергію, а кінетична енергія орбітальної швидкості показана червоним. Величина кінетичної енергії залишається сталою через постійну швидкість колової орбіти.

Колова орбіта  — орбіта із фіксованою відстанню від барицентру, і тому вона має форму кола.
Далі ми розглядатимемо колову орбіту в астродинаміці або небесній механіці виходячи із стандартних припущень. Тут доцентрова сила є гравітаційною силою, а віссю є пряма, що проходить через точку в центрі мас перпендикулярно площині обертання.
В такому випадку не лише відстань, але також і швидкість, кутова швидкість, потенційна і кінетична енергія є постійними. Не існує периапсису або апоапсису.

## Доцентрове прискорення
Поперечне прискорення (перпендикулярне до швидкості) спричиняє зміну напрямку руху. Якщо воно постійне по величині і змінює свій напрям разом із швидкістю, ми будемо мати коловий рух. Для такого доцентрового прискорення будемо мати
{\displaystyle a\,={\frac {v^{2}}{r}}\,={\omega ^{2}}{r}}
де:
- {\displaystyle v\,} — швидкість обертання орбітального тіла,
- {\displaystyle r\,} — радіус кола
- {\displaystyle \omega \ } — кутова швидкість, що вимірюється в радіанах на одиницю часу.

Формула є безрозмірна, оскільки описує співвідношення, що дійсне для всіх однорідних одиниць вимірювання, що можуть застосовуватися у формулі. Якщо, числове значення {\displaystyle \mathbf {a} } вимірюється в метрах на секунду, тоді і числове значення {\displaystyle v\,} буде в метрах на секунду, {\displaystyle r\,} в метрах, і {\displaystyle \omega \ } в радіанах на секунду.

## Швидкість
Відносна швидкість є постійною:
{\displaystyle v={\sqrt {GM\! \over {r}}}={\sqrt {\mu  \over {r}}}}
де:
- G — гравітаційна стала
- M — маса двох орбітальних тіл (M1+M2), хоча часто на практиці, якщо більша маса є значно більшою то маса меншого тіла може зневажатися, із мінімальним впливом на результат.
- {\displaystyle \scriptstyle \mu =GM\,} це стандартний гравітаційний параметр.